# لمور موشی آنوسی
 لمور موشی آنوسی (نام علمی: Microcebus tanosi) نام یک گونه از سرده لمورهای موشی است.